# Brachydiplax denticauda
Brachydiplax denticauda är en trollsländeart som först beskrevs av Brauer 1867.  Brachydiplax denticauda ingår i släktet Brachydiplax och familjen segeltrollsländor. IUCN kategoriserar arten globalt som livskraftig. Inga underarter finns listade i Catalogue of Life.

## Bildgalleri

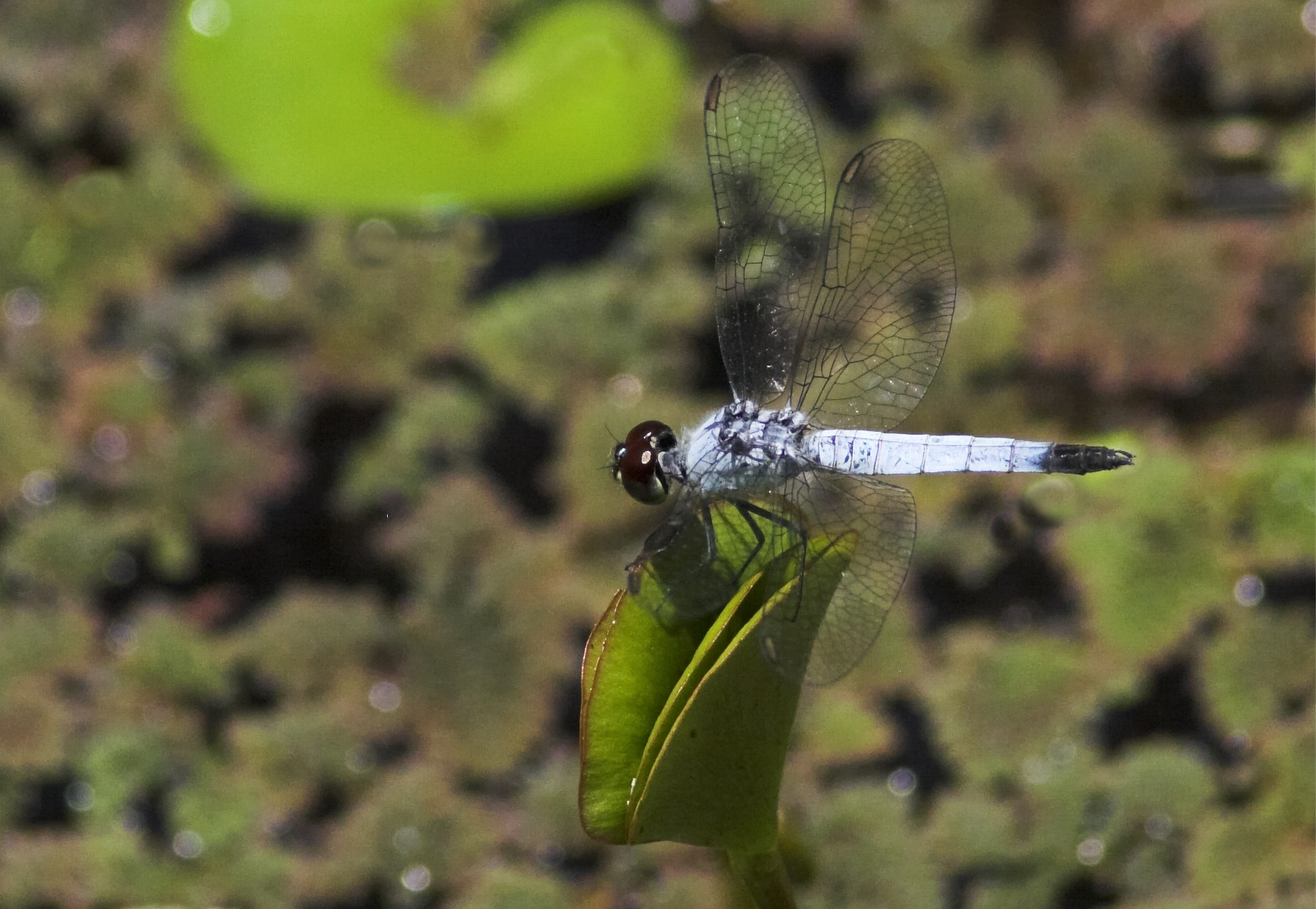
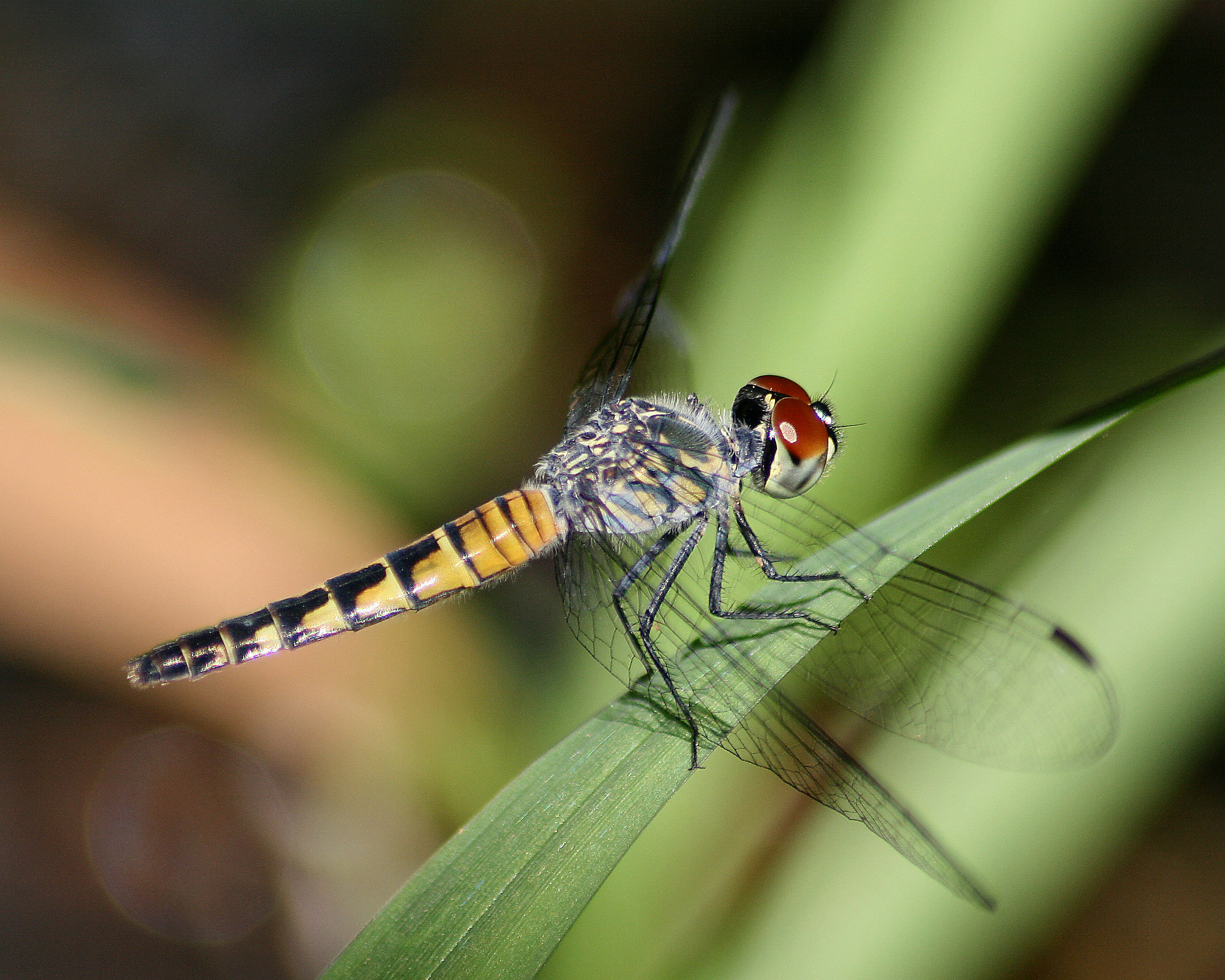
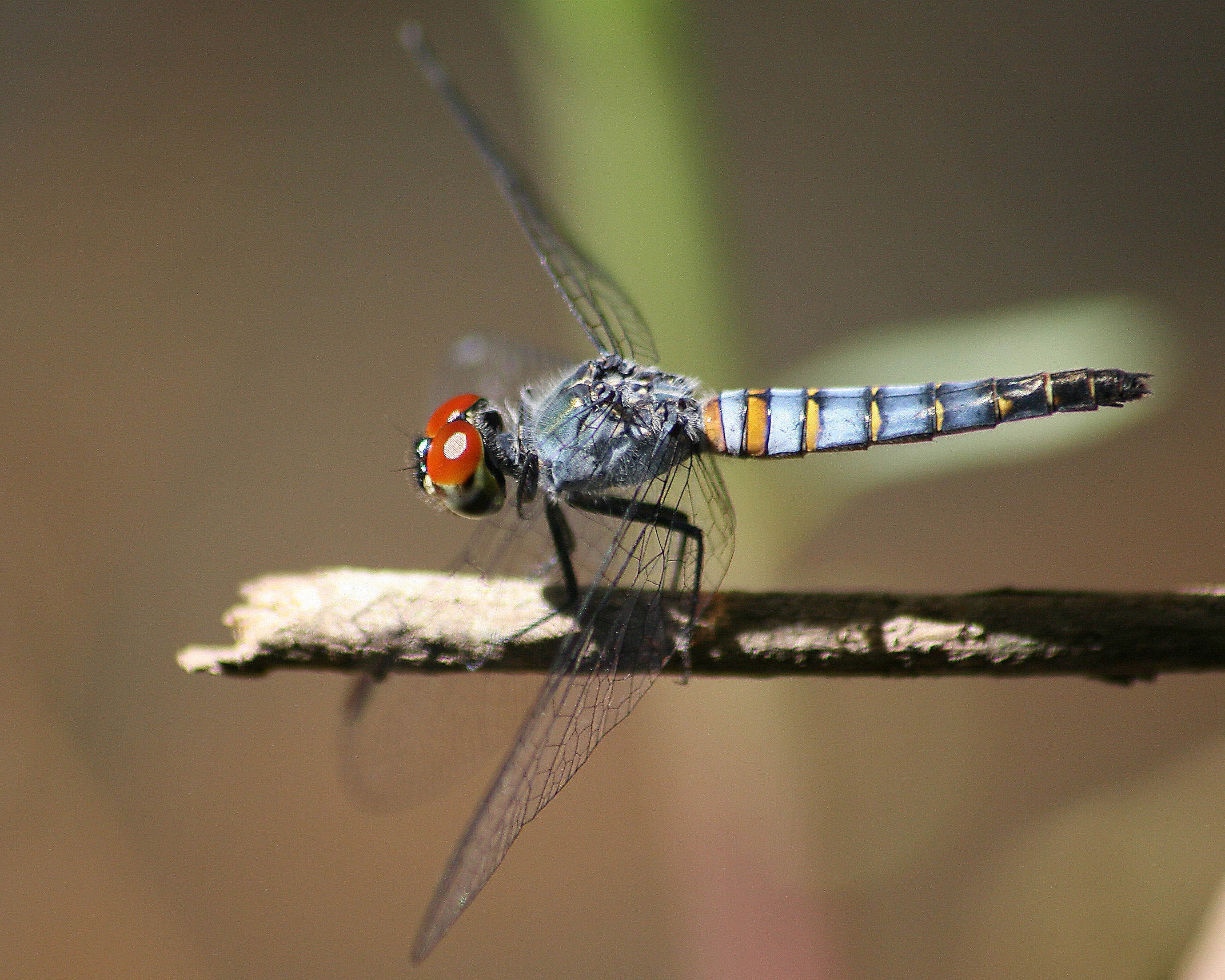